# Gösta Sandberg
Gösta Sandberg (Knivsta, 6 agosto 1932 – 27 aprile 2006) è stato un calciatore, hockeista su ghiaccio e allenatore di calcio svedese, di ruolo attaccante.

## Biografia
Suo figlio Berndt Magnusson è stato recordman di presenze del Brommapojkarna (271 partite disputate tra il 1985 ed il 1997 nel ruolo di portiere); suo nipote Gustav Sandberg Magnusson (figlio di Berndt) ha a sua volta giocato a lungo da professionista nel medesimo club, superando il padre come primatista di presenze nel club medesimo. Inoltre Anton Sandberg Magnusson, fratello minore di Gustav e figlio di Berndt, sempre con il Brommapojkarna ha giocato 7 partite nella prima divisione svedese.

## Carriera
Conta 52 presenze nella Nazionale svedese di calcio (con la quale ottenne una medaglia di bronzo alle Olimpiadi del 1952), 8 in quella di hockey su ghiaccio e 3 in quella di bandy. Vinse il Guldbollen nel 1956.

## Palmarès

### Calcio

#### Club

##### Competizioni nazionali
- Campionato svedese: 4

Djurgården: 1955, 1959, 1964, 1966